# Leverkusen
Leverkusen este un oraș în landul Renania de Nord-Westfalia, Germania. Leverkusen aparține parțial regiunii Bergisches Land, cu toate acestea este considerat ca oraș din regiunea Rheinland.
Creșterea rapidă a numărului populației se datorează industriei orașului reprezentat prin concernul farmaceutic gigant Bayer AG care finanțează clubul sportiv Bayer 04 Leverkusen.

## Districte urbane
Districtele urbane cu sectoarele aparținătoare:
- District urban I: Wiesdorf, Manfort, Rheindorf și Hitdorf
- District urban II: Opladen, Küppersteg, Bürrig, Quettingen și Bergisch Neukirchen
- District urban III: Schlebusch, Steinbüchel, Lützenkirchen și Alkenrath

## Localități învecinate
Leichlingen (Rheinland), Burscheid, Odenthal, Bergisch Gladbach, Köln, Monheim am Rhein și Langenfeld (Rheinland).

## Evoluția numărului de locuitori

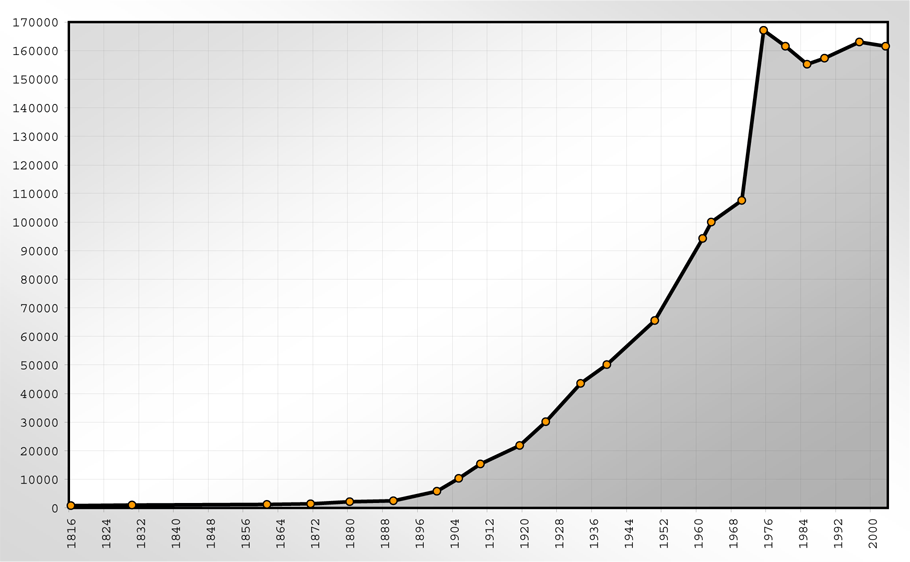
Evoluţia numărului de locuitori în Leverkusen

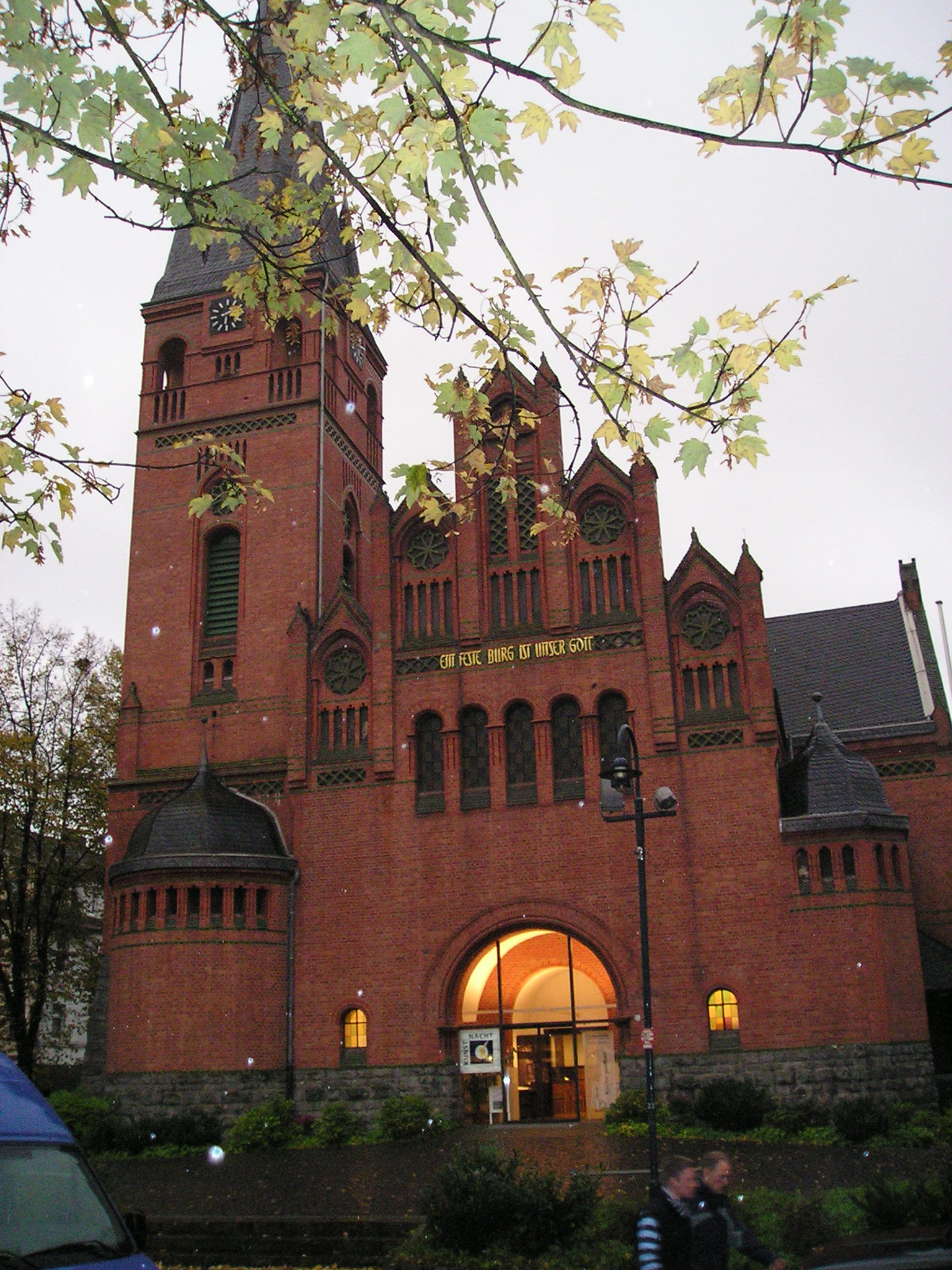
Biserica evanghelică

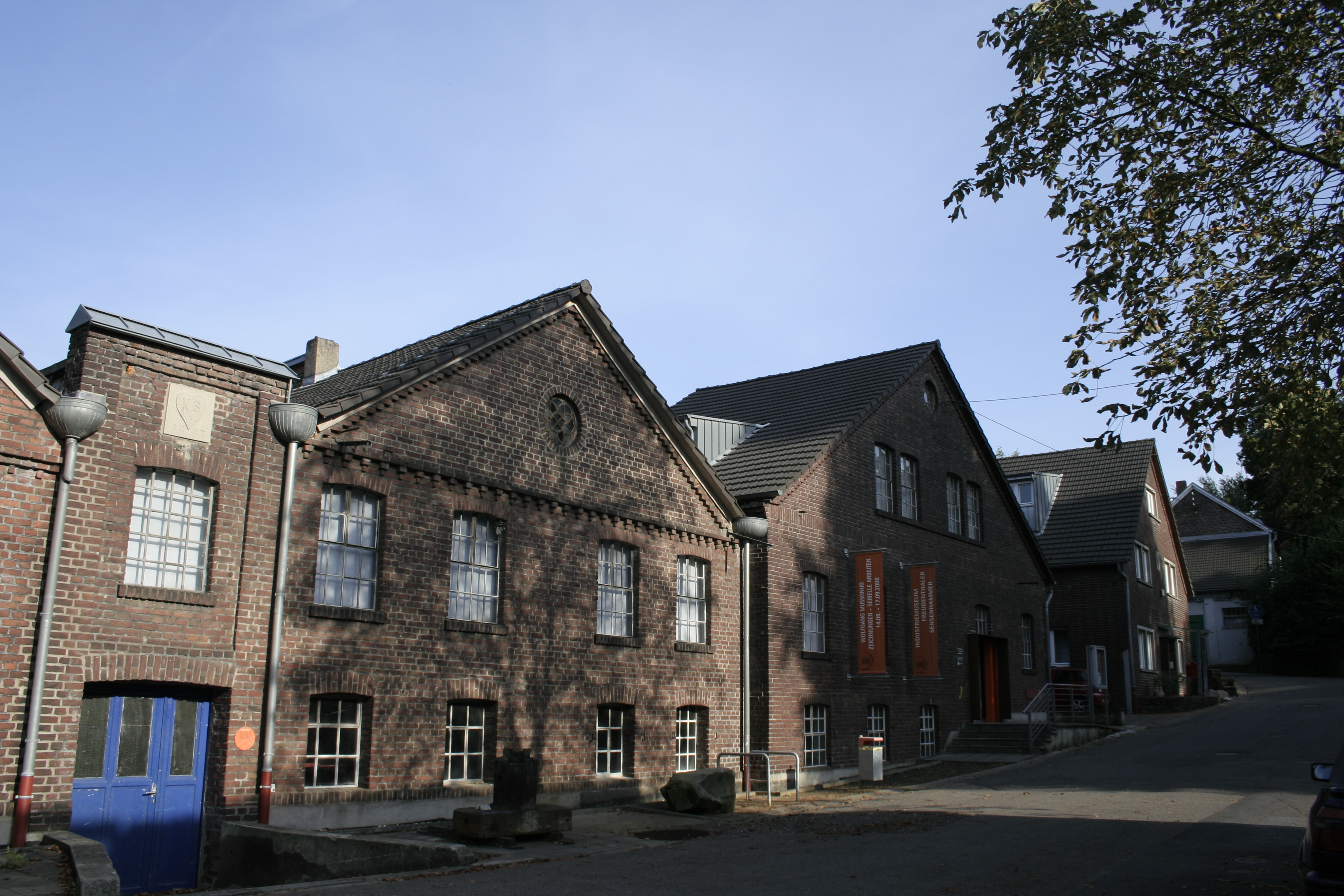
Sensenhammer, Schlebusch

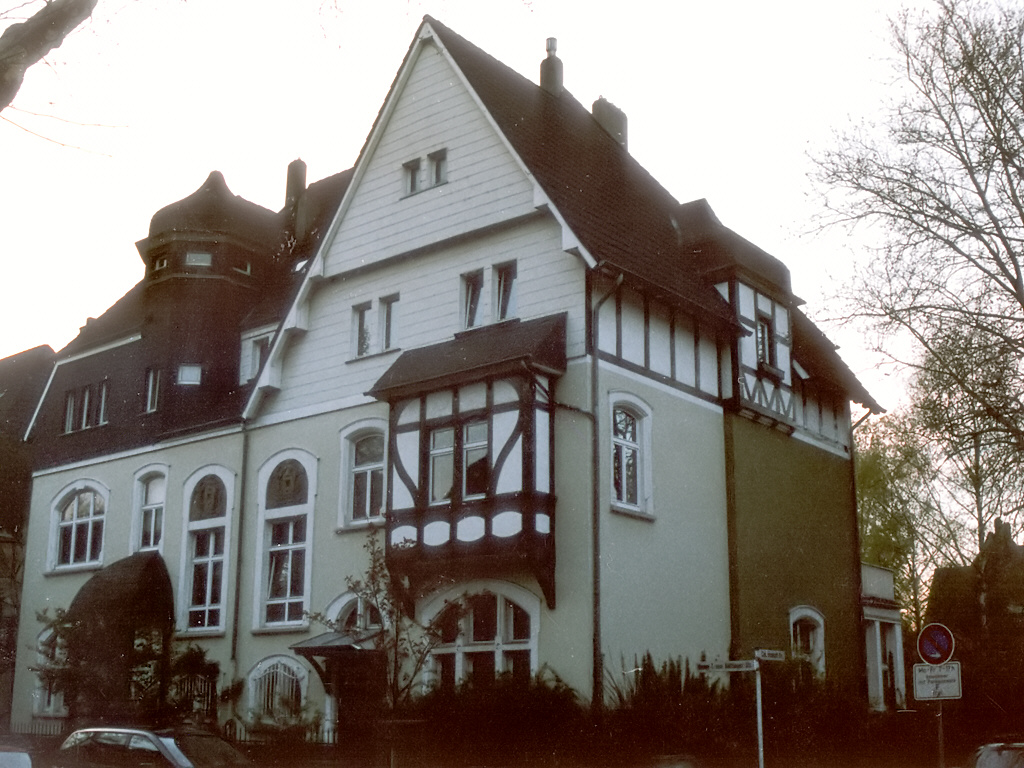
Colonie Bayer, Wiesdorf

| Anul               | Locuitori |
| ------------------ | --------- |
| 1816               | 803       |
| 1830               | 1.022     |
| 3 decembrie 1861 ¹ | 1.242     |
| 1 decembrie 1871 ¹ | 1.441     |
| 1 decembrie 1880 ¹ | 2.170     |
| 1 decembrie 1890 ¹ | 2.512     |
| 1 decembrie 1900 ¹ | 5.829     |
| 1 decembrie 1905 ¹ | 10.334    |
| 1 decembrie 1910 ¹ | 15.363    |
| 1 decembrie 1916 ¹ | 24.943    |
| 5 decembrie 1917 ¹ | 24.680    |
| 8 octombrie1919 ¹  | 21.837    |
| 16 iunie 1925 ¹    | 30.138    |
| 16 iunie 1933 ¹    | 43.586    |
| 17 mai 1939 ¹      | 50.137    |

| Anul                 | Locuitori |
| -------------------- | --------- |
| 31 decembrie 1945    | 50.825    |
| 29 octombrie 1946 ¹  | 55.443    |
| 13 septembrie 1950 ¹ | 65.531    |
| 25 septembrie 1956 ¹ | 78.042    |
| 6 iunie 1961 ¹       | 94.641    |
| 31 decembrie 1965    | 104.673   |
| 27 mai 1970 ¹        | 107.546   |
| 31 decembrie 1975    | 165.947   |
| 31 decembrie 1980    | 160.825   |
| 31 decembrie 1985    | 155.077   |
| 25 mai 1987 ¹        | 154.692   |
| 31 decembrie 1990    | 160.919   |
| 31 decembrie 1995    | 162.252   |
| 31 decembrie 2000    | 161.047   |
| 31 decembrie 2005    | 161.227   |